# 香港自治法
香港自治法（ホンコンじちほう、英語: Hong Kong Autonomy Act）は、アメリカ合衆国の法律。香港の自治の維持に対する中華人民共和国による侵害に関与する外国の個人および団体と、それらと著しい取引のある外国の金融機関に対し制裁を科すことを可能とする法律。2020年7月1日に民主党のブラッド・シャーマン下院議員により提出され、7月14日にドナルド・トランプ大統領の署名により成立。

## 香港関連の制裁のための法的枠組み
香港関連の制裁の内、財務省外国資産管理局（OFAC）が所掌する制裁のための法令の枠組みは、上位の公法として本法律のほか「国家緊急事態法」「国際緊急経済権限法」「2019年香港人権・民主主義法」が制定されており、執行命令として「大統領令13936号」が発布されている。更に資産凍結・金融取引禁止を実施するOFACの執行規則として「香港関連制裁規則（連邦行政規則集第31巻585部）」が規定されている。
|          | 法令の名称 |
| -------- | --- |
| 制定法   | - 国家緊急事態法（NEA）（合衆国法典第50編第1601条～第1651条） - 国際緊急経済権限法（IEEPA）（合衆国法典第50編第1701条～第1706条） - 2019年香港人権・民主主義法（HKHRDA）（公法・第116議会76号） - 香港自治法（HKAA）（公法・第116議会149号） |
| 執行命令 | - 大統領令13936号 |
| 執行規則 | - 香港関連制裁規則（連邦行政規則集第31巻585部） |

## 制裁対象の特定
当法律の制定後90日以内に財務長官と協議のうえ国務長官は、英中共同声明および香港基本法に基づく香港の自治を侵害することに関与する外国の個人および団体を特定し、それを記載した報告書を適切な議会委員会に提出するものとする。
上記報告書が提出されて30日以上60日以内に国務長官と協議のうえ財務長官は上記報告書の特定された個人および団体と著しい取引を行う外国の金融機関を特定し、それを記載した報告書を適切な議会委員会に提出するものとする。上記二つの報告書は継続的に更新され、可能な限り1992年米国・香港政策法第301条（合衆国法典第22編第5731条）に基づく年次報告書とともに再提出されるものとする。

## 制裁の内容

### 一次制裁
特定された個人および団体に対し米国管轄権の及ぶ資産の凍結を行う。
特定された個人に対し米国へのビザ発給拒否、国外退去の対象とする。
上記の制裁について大統領は国務長官の報告書の提出後遅くとも1年以内に科すものとする。

### 二次制裁
特定された金融機関に対し、以下の項目のうち少なくとも5つの項目の制裁を財務長官の報告書の提出後遅くとも1年以内に、残りの項目も報告書の提出後遅くとも2年以内に科すものとする。
1. 米国金融機関からの融資の禁止
2. 米国債のプライマリーディーラー（英語版）指定の禁止
3. 米国政府基金の受け手となることの禁止
4. 米国管轄の外国為替取引の禁止
5. 米国管轄の銀行取引の禁止
6. 米国管轄の資産取引の禁止
7. 米国管轄の輸出・再輸出・移転の制限
8. 米国民による制裁対象の金融機関への株式・債券等の投資・購入の禁止
9. 制裁対象の金融機関の職員の国外退去
10. 制裁対象の金融機関の役員に対し上記1～8の項目を適用

## 本法に基づき議会に報告された個人
2020年10月14日、マイク・ポンペオ国務長官（当時）は、本法第5条(a)項の規定に基づき、香港の自治侵害に関与した人物として10名の個人を特定し、議会に報告した。この10名は既に大統領令13936号に基づき制裁が科されている。
本法律の規定に従い、財務省は上記10名と著しい取引を行う外国の金融機関を議会報告日10月14日から30日以上60日以内に特定し、議会に報告することになっていた。同年12月11日に調査の情況が公表され、該当する外国の金融機関を現時点で特定していない事が明らかとなった。引き続き、財務省は該当する外国の金融機関を特定するための調査を行い、米国・香港政策法に基づく年次報告書により報告するとしている。
2021年3月11日、中国全国人民代表大会において香港の選挙制度の改正などを求める決定が採択される。これを受けて、アントニー・ブリンケン国務長官は、香港の自治の侵害を理由に、本法第5条に基づき24名の個人を特定し、2020年10月14日の報告を2021年3月16日に更新した。この24名は既に大統領令13936号に基づき制裁が科されている。同年5月18日には、これまでに特定された個人34名（2020年10月14日に10名、2021年3月16日に24名）と著しい取引を行う外国金融機関を特定するための調査の状況を財務省が公表し、2021年5月1日時点で特定していないと発表した。引き続き、財務省は調査を継続するとしている。
| 氏名                 | 役職                                                                                       | 生年月日        | 出生地           | 国籍           | 性別 | 議会報告日      |
| -------------------- | ------------------------------------------------------------------------------------------ | --------------- | ---------------- | -------------- | ---- | --------------- |
| 林鄭月娥             | 香港特別行政区行政長官                                                                     | 1957年 5月13日  | 香港             | 香港           | 女性 | 2020年 10月14日 |
| 鄧炳強               | 香港警務処処長                                                                             | 1965年 7月4日   | 香港             | 香港           | 男性 | 2020年 10月14日 |
| 李家超               | 保安局局長                                                                                 | 1957年 12月7日  | 香港             | 香港           | 男性 | 2020年 10月14日 |
| 鄭若驊               | 香港特別行政区律政司司長                                                                   | 1958年 11月11日 | 香港             | 香港           | 女性 | 2020年 10月14日 |
| 曾国衛               | 政制・内地事務局局長                                                                       | 1963年 9月1日   | 香港             | 香港           | 男性 | 2020年 10月14日 |
| 夏宝竜               | 国務院香港マカオ事務弁公室主任                                                             | 1952年 12月     | 天津市           | 中華人民共和国 | 男性 | 2020年 10月14日 |
| 張曉明               | 国務院香港マカオ事務弁公室副主任                                                           | 1963年 9月3日   | 泰興市           | 中華人民共和国 | 男性 | 2020年 10月14日 |
| 駱恵寧               | 中央政府駐香港連絡弁公室主任                                                               | 1954年 10月5日  | 当塗県           | 中華人民共和国 | 男性 | 2020年 10月14日 |
| 鄭雁雄               | 中央政府駐香港国家安全維持公署署長                                                         | 1963年 8月25日  | 汕頭市           | 中華人民共和国 | 男性 | 2020年 10月14日 |
| 陳国基               | 香港国家安全維持委員会秘書長                                                               | 1959年 4月5日   | 香港             | 香港           | 男性 | 2020年 10月14日 |
| 王晨                 | 全人代常務委員会副委員長 中国共産党中央政治局委員                                          | 1950年 12月     | 北京市           | 中華人民共和国 | 男性 | 2021年 3月16日  |
| 尤権                 | 中央香港マカオ工作領導小組副組長 中国共産党中央書記処書記 中国共産党中央統一戦線工作部部長 | 1954年 1月      | 盧竜県           | 中華人民共和国 | 男性 | 2021年 3月16日  |
| 曹建明               | 全人代常務委員会副委員長                                                                   | 1955年 9月24日  | 上海市           | 中華人民共和国 | 男性 | 2021年 3月16日  |
| 張春賢               | 全人代常務委員会副委員長                                                                   | 1953年 5月      | 禹州市           | 中華人民共和国 | 男性 | 2021年 3月16日  |
| 沈躍躍               | 全人代常務委員会副委員長                                                                   | 1957年 1月      | 寧波市           | 中華人民共和国 | 女性 | 2021年 3月16日  |
| 吉炳軒               | 全人代常務委員会副委員長                                                                   | 1951年 11月     | 孟津県           | 中華人民共和国 | 男性 | 2021年 3月16日  |
| アルケン・イミルバキ | 全人代常務委員会副委員長                                                                   | 1953年 9月      | イェンギサール県 | 中華人民共和国 | 男性 | 2021年 3月16日  |
| 万鄂湘               | 全人代常務委員会副委員長                                                                   | 1956年 5月      | 公安県           | 中華人民共和国 | 男性 | 2021年 3月16日  |
| 陳竺                 | 全人代常務委員会副委員長                                                                   | 1953年 8月17日  | 鎮江市           | 中華人民共和国 | 男性 | 2021年 3月16日  |
| 王東明               | 全人代常務委員会副委員長                                                                   | 1956年 7月      | 本渓市           | 中華人民共和国 | 男性 | 2021年 3月16日  |
| ペマ・ティンレー     | 全人代常務委員会副委員長                                                                   | 1951年 10月     | テンチェン県     | 中華人民共和国 | 男性 | 2021年 3月16日  |
| 丁仲礼               | 全人代常務委員会副委員長                                                                   | 1957年 1月      | 嵊州市           | 中華人民共和国 | 男性 | 2021年 3月16日  |
| 郝明金               | 全人代常務委員会副委員長                                                                   | 1956年 12月     | 嘉祥県           | 中華人民共和国 | 男性 | 2021年 3月16日  |
| 蔡達峰               | 全人代常務委員会副委員長                                                                   | 1960年 6月      | 上海市           | 中華人民共和国 | 男性 | 2021年 3月16日  |
| 武維華               | 全人代常務委員会副委員長                                                                   | 1956年 9月      | 臨汾市           | 中華人民共和国 | 男性 | 2021年 3月16日  |
| 鄧中華               | 国務院香港マカオ事務弁公室副主任                                                           | 1961年 9月      | 長沙市           | 中華人民共和国 | 男性 | 2021年 3月16日  |
| 李江舟               | 中央政府駐香港国家安全維持公署副署長                                                       | 1968年 1月      | 潜山市           | 中華人民共和国 | 男性 | 2021年 3月16日  |
| 劉賜蕙               | 香港警務処副処長                                                                           | 1965年 7月29日  | 香港             | 中華人民共和国 | 女性 | 2021年 3月16日  |
| 李桂華               | 香港警務処国家安全処高級警司                                                               | 1964年 11月22日 | 香港             | 中華人民共和国 | 男性 | 2021年 3月16日  |
| 蔡展鵬               | 香港警務処国家安全処処長                                                                   | 1970年 8月28日  | 香港             | 香港           | 男性 | 2021年 3月16日  |
| 江学礼               | 香港警務処助理処長                                                                         | 1972年 5月22日  | 香港             | 香港           | 男性 | 2021年 3月16日  |
| 簡啓恩               | 香港警務処助理処長                                                                         | 1969年 9月22日  | 香港             | 香港           | 男性 | 2021年 3月16日  |
| 譚耀宗               | 全人代常務委員会委員（香港代表）                                                           | 1949年 12月15日 | 香港             | 中華人民共和国 | 男性 | 2021年 3月16日  |
| 孫文清               | 中央政府駐香港国家安全維持公署副署長                                                       | 1965年          | 石家荘市         | 中華人民共和国 | 男性 | 2021年 3月16日  |